# 張文 (成化丙戌進士)
張文（1426年—1482年），字存簡，直隸揚州府泰州人，明朝政治人物。進士出身。

## 生平
天順三年（1459年）己卯科應天府鄉試第一名。成化二年（1466年）丙戌科會試第三十八名，殿試登進士第二甲第十六名。授刑部江西司主事，八年进员外郎，十年升郎中，十二年録囚北直，十三年赈济山东兖州水灾，十五年升浙江按察司副使，丁憂歸，卒年五十七。

## 家族
曾祖張德林。祖父張仲信。父亲張頎，舉人，曾任國子監助教。母成氏，继母許氏。